# Industrie- und Handelskammer Fulda
Die Industrie- und Handelskammer Fulda ist die Industrie- und Handelskammer für den Kammerbezirk Landkreis Fulda.

## Geschichte

### Vorgeschichte
Im Kurfürstentum Hessen bestanden keine Handelskammern, sondern lediglich lokale Gewerbevereine. Nach der Annexion durch Preußen wurde am 24. Februar 1870 das Gesetz über die Handelskammern erlassen und die Handelskammer Hanau 1870 gegründet. 1892 forderte die Kaufmannschaft der Region Fulda die Errichtung einer Handelskammer in Fulde. Die preußische Regierung genehmigte dies nicht, stattdessen wurde 1893 der Kammerbezirk der Hanauer Kammer auf die früheren Kreise Schlüchtern, Fulda, Hünfeld und Gersfeld ausgeweitet. Am 1. April 1920 wurde eine erste Geschäftsstelle in der Petersberger Straße in Fulda als Außenstelle der Industrie- und Handelskammer Frankfurt/Hanau eingerichtet. In der Zeit des Nationalsozialismus wurden die Kammern gleichgeschaltet und die Selbstverwaltung der Wirtschaft beseitigt. Am 1. April 1943 wurde die Gauwirtschaftskammer Kurhessen gebildet und die IHK aufgelöst.
Nach dem Zweiten Weltkrieg wurden die IHK neu zugelassen. Im neuen Bundesland Großhessen wurde auch die Errichtung einer eigenständigen Industrie- und Handelskammer mit Sitz in Fulda genehmigt. Die konstituierende Sitzung der Vollversammlung erfolgte am 28. März 1946.
Am 10. Januar 1946 verordnete die Landesregierung förmlich die Aufhebung der Gauwirtschaftskammern in Hessen und die Wiederherstellung des Rechtes von 1933. Die Dienstaufsicht über die Kammern sollte der Minister für Wirtschaft und Verkehr wahrnehmen. Diese Regelungen stießen auf den Widerspruch der amerikanischen Besatzungsmacht: Diese sahen in der öffentlich-rechtlichen Stellung der Kammern ein wichtiges Instrument der Lenkung der Wirtschaft in der Zeit des Nationalsozialismus. In Umsetzung der amerikanischen Forderungen verordnete die Staatsregierung daher im Mai 1946 die Wahrnehmung öffentlich-rechtlicher Aufgaben und ordnete an, die Kammern als privatrechtliche Vereine ohne Pflichtmitgliedschaft weiterzuführen. Die endgültigen Regelungen für die Kammer, ihre Kompetenzen und ihre Wahl wurde mit Runderlass vom 5. Dezember 1846 festgelegt. Die Folge des Wegfalls der Pflichtmitgliedschaft war das Austreten einer größeren Zahl von Kleingewerbetreibenden. Die größeren Kammern büßten bis zu 50 % der Mitglieder ein, die kleineren zwischen sieben und fünfzehn Prozent.
Mit dem Besatzungsstatut gewann die Bundesrepublik 1949 einen guten Teil ihrer Souveränität zurück. Außer Bayern und Hessen kehrten nun die Länder der amerikanischen Besatzungszone zum Modell öffentlich-rechtlicher Kammern zurück (in der britischen und französischen Zone war dies bereits direkt nach dem Krieg so gewesen). Das SPD-regierte Hessen hatte völlig andere Pläne: Hier sollten nach dem Willen der Regierung die IHKs aufgelöst und durch Wirtschaftskammern ersetzt werden. Diese sollten paritätisch durch Arbeitgeber und Arbeitnehmer besetzt werden. Die Arbeitgebervertreter sollten durch die Wirtschaftsverbände, die Arbeitnehmervertreter durch die Gewerkschaften benannt werden. Diese Planungen kamen jedoch nicht zur Umsetzung, da stattdessen eine bundeseinheitliche Regelung getroffen wurde.
Mit Inkrafttreten des „Gesetzes zur vorläufigen Regelung des Rechts der Industrie- und Handelskammer“ am 22. Dezember 1956 werden die Kammern wieder zu Körperschaften des öffentlichen Rechts. Der Beirat einer Kammer trägt nun die Bezeichnung „Vollversammlung“.
1968 wurde das heutige IHK-Gebäude („Walter-Bauer-Haus“) in der Heinrichstraße 8 in Fulda erbaut.

## Präsidenten
- 1946: Hermann Muth, Komplementär der Hutstoffwerke Fulda Muth & Co.
- 1951: Franz Weber, Mitinhaber der mechanischen Weberei Nicolaus Weber
- 1957: Walter Bauer, Vorstandsvorsitzender der Valentin Mehler AG
- 1968: Anton Klein, Inhaber der Spezialfabrik für Holzbearbeitungsmaschinen Wilhelm Klein & Söhne
- 1978: Erich Deinhardt, Aufsichtsratsvorsitzender der Gummiwerke Fulda GmbH
- 1987: Thomas Schmitt, Geschäftsführender Gesellschafter der Druckerei Parzeller GmbH & Co. KG
- 1995: Helmut Sorg, Geschäftsführender Gesellschafter der Edmund Sorg GmbH
- 2009: Bernhard Juchheim, Geschäftsführender Gesellschafter der Jumo GmbH & Co. KG
- 2019: Christian Gebhardt, Geschäftsführender Gesellschafter der G+M Steuerberatung Dr. Gebhardt & Moritz Steuerberatungsgesellschaft mbH